# Salomonia ciliata
Salomonia ciliata är en jungfrulinsväxtart som först beskrevs av Carl von Linné, och fick sitt nu gällande namn av Dc.. Salomonia ciliata ingår i släktet Salomonia och familjen jungfrulinsväxter. Utöver nominatformen finns också underarten S. c. pubescens.